# Mort par ventilateur

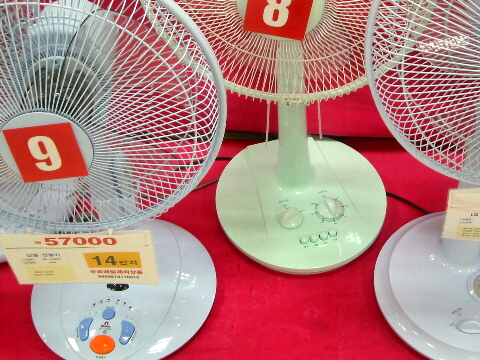
En raison de la crainte infondée mais répandue qu'un ventilateur en fonctionnement pourrait causer la mort d'une personne dans son sommeil, les modèles vendus en Corée sont équipés de minuteries.

La mort par ventilateur est une croyance répandue en Corée du Sud qu'un ventilateur électrique en fonctionnement dans une chambre close peut entraîner la mort de celui qui y dort. 
Les ventilateurs vendus en Corée sont équipés d'une minuterie, évitant ainsi aux ventilateurs de fonctionner toute la nuit. Le gouvernement sud-coréen recommande d'activer un tel minuteur ou bien de laisser la porte de sa chambre ouverte.

## Hypothèses explicatives
Les explications sont multiples : asphyxie,,,, hypothermie, hyperthermie, déshydratation ou une combinaison de ces causes. Aucune étude scientifique n'a confirmé ces hypothèses.
Une autre hypothèse serait que, les ventilateurs étant utilisés quand il fait très chaud et les personnes décédées étant le plus souvent âgées, il ne s'agisse que d'un effet d'une vague de chaleur. Le système de thermorégulation est brouillé et les mécanismes de défense du corps humain peuvent finir par entraîner la mort.[réf. nécessaire]